# Castello di Kerak
La costruzione del Castello di Kerak ebbe inizio negli anni quaranta del XII secolo per iniziativa di Pagano, vassallo del re Folco, e fu nota col nome di Petra Deserti. Il castello sorge nella città di al-Karak, in Giordania. I Crociati lo chiamarono Crac dei Moabiti o Kerak di Moab, nomi con cui spesso viene indicato nei libri di storia. A tal proposito bisogna puntualizzare che il castello di Kerak non va confuso con il Krak dei Cavalieri, una fortezza militare situata nell'odierna Siria.
Pagano fu anche Signore dell'Oltregiordano e Kerak divenne il fulcro del suo potere, al posto dell'inadeguato castello di Montréal che sorgeva più a sud. Grazie alla sua posizione a est del Giordano, Kerak aveva il controllo dei pastori beduini e delle rotte commerciali che da Damasco finivano in Egitto e alla Mecca.
I suoi successori, i nipoti Maurizio e Filippo di Milly, edificarono nuove torri e protessero i versanti a nord e a sud con due profondi fossati scavati nella roccia (quello meridionale fungeva anche da cisterna). La più significativa traccia di architettura crociata è rappresentata dal muro settentrionale, all'interno del quale sono costruite immense sale ad archi su due livelli. Questi ambienti furono utilizzati come quartieri militari e stalle, ma servirono anche da gallerie di combattimento e da rifugi contro i proiettili delle macchine d'assedio.
Nel 1170 fu inutilmente assediata da Norandino e quindi dal suo vassallo Saladino, ma resistette a tutti gli attacchi.
Nel 1176 il dominio di Kerak cadde nelle mani di Rinaldo di Châtillon, che lo ebbe grazie al matrimonio con Stefania di Milly, vedova di Umfredo III di Toron e nuora di Umfredo II.
Da Kerak, Rinaldo perpetrò numerose aggressioni ai danni delle carovane commerciali e tentò anche un attacco alla stessa Mecca. Questo atteggiamento ostile finì col compromettere la pace che i musulmani avevano siglato col Regno di Gerusalemme e nel 1183 il sultano Saladino mise sotto assedio il castello, nel giorno stesso in cui, all'interno della fortezza, si celebrava il matrimonio fra Umfredo IV di Toron e Stefania de Milly.
Dopo qualche negoziazione, Saladino, mosso da intenti cavallereschi, ordinò ai suoi soldati di tenere al riparo dagli attacchi le torri in cui risiedevano i due novelli sposi e concentrare l'assedio sul resto della fortezza. A spezzare l'attacco intervenne poi il re Baldovino IV.
All'indomani della battaglia di Hattin (4 luglio 1187), Saladino tornò alla carica contro al-Karak, lasciando la guida delle operazioni al fratello al-Malik al-'Ādil, detto Safedino. La fortezza capitolò nel 1189. Secondo alcune cronache dell'epoca, durante il lungo assedio i difensori sarebbero stati costretti a vendere le loro donne e i bambini come schiavi in cambio di cibo. Ma lo stesso episodio ricorre anche a proposito dell'assedio di Montréal.
Kerak divenne così possedimento ayyubide, passando successivamente ai mamelucchi. Nel 1263 il loro sovrano Baybars espanse la fortezza e aggiunse una torre nell'angolo nordoccidentale. Molti secoli dopo, nel 1840, Ibrāhīm Pāshā d'Egitto conquistò il castello e distrusse gran parte delle sue fortificazioni.

## Kerak oggi
Il castello si estende nella parte meridionale dell'altopiano ed è un esempio notevole di architettura crociata, un miscuglio degli stili europeo, bizantino e arabo. Le sue mura sono rafforzate da torre rettangolari, le lunghe gallerie con volte di pietra sono illuminate solo da strette feritoie e l'intero complesso è circondato da un profondo fossato che lo isola completamente dal resto.
Attualmente, nella corte inferiore del castello, è ospitato il Museo archeologico di al-Karak, riaperto al pubblico nel 2004 dopo lavori di rinnovamento. Al visitatore è presentata la storia di al-Karak e della regione dall'età preistorica fino all'era islamica, con particolare attenzione alla vicenda del castello nel periodo delle crociate.